# Panilla costipunctata
Panilla costipunctata là một loài bướm đêm trong họ Erebidae.